# Dodo Gombár
Dodo Gombár (rodným jménem Jozef Gombár, * 3. června 1973 Trnava) je slovenský divadelní režisér.
Poté, co vystudoval gymnázium, započal studium na činoherní fakultě VŠMU v Bratislavě – obor divadelní režie. Od roku 2000 působí na volné noze v řadě evropských divadel, včetně českých i slovenských. Angažmá přijal roku 2006 v Městském divadle Zlín. Zde nastudoval mnoho her, včetně muzikálů např. Faust, Tři sestry, Mistr a Markétka, Šumař na střeše, Limonádový Joe, Kabaret nebo Balada pro banditu. Divadlo opustil roku 2009. Celkem má na svém kontě více než 60 režijních počinů. Od roku 2010 je uměleckým šéfem Švandova divadla.
V roce 2024 mu byla udělena Cena Martina Porubjaka za umělecký přínos česko-slovenským vztahům.